# Roberto Kovac
Roberto Kovac (* 2. Mai 1990 in Mendrisio) ist ein schweizerischer Basketballspieler.

## Laufbahn
Kovac wurde in den Nachwuchsabteilungen der Vereine Mendrisio Basket und SAV Vacallo Basket ausgebildet. In der Saison 2007/08 gab er seinen Einstand in der Nationalliga A. In Vacallo spielte er unter Trainer Rodrigo Pastore. Mit dem Verein wurde Kovac 2009 Schweizer Meister. 2016 wiederholte er diesen Erfolg mit Fribourg Olympic.
2019 wechselte Kovac ins Ausland, spielte kurz bei KK Cibona Zagreb in Kroatien, dann im weiteren Verlauf der Saison 2019/20 beim isländischen Verein ÍR Reykjavik. Gegen Ende der Spielzeit 2020/21 stand er wieder in Diensten eines ausländischen Vereins, als er für den französischen Zweitligisten Saint Chamond Basket auflief.
Kovac spielte hernach für Spinelli Massagno, Anfang März 2023 kehrte er zu Fribourg Olympic zurück und gewann mit der Mannschaft im Juni 2023 den Schweizer Meistertitel. Im Spieljahr 2023/24 gewann Kovac mit Fribourg wieder die Schweizer Meisterschaft sowie den Pokalwettbewerb und zusätzlich den Ligapokal. In den Endspielen um die Schweizer Meisterschaft traf Kovac mit seiner Mannschaft auf seinen früheren Arbeitgeber Massagno und sorgte mit der Aussage, Massagno nicht nur besiegen, sondern auch zerstören zu wollen, für Medienaufsehen. Fribourg Olympic sah sich veranlasst, Kovac’ Aussage in einer Stellungnahme zu verurteilen.
In der Schweizer Nationalmannschaft wurde Kovac das Kapitänsamt übertragen.